# جي. ر. كارتر
جي. ر. كارتر (بالإنجليزية: G. R. Carter)‏ هو فارس أمريكي، ولد في 6 فبراير 1968 في بوهوسكا في الولايات المتحدة.